# NGC 2957B
NGC 2957B is een elliptisch sterrenstelsel in het sterrenbeeld Draak. Het hemelobject werd op 4 november 1831 ontdekt door de Britse astronoom John Herschel. Het bevindt zich in de buurt van NGC 2957A.

## Synoniemen
- MCG 12-10-2
- ZWG 332.64
- ZWG 333.2
- PGC 28119